# Kuji In
Ku-ji signifie simplement «neuf syllabes» et se réfère à une variété de mantras qui se composent ainsi. Les syllabes utilisées dans le Kuji sont nombreuses, en particulier dans le Mikkyo. Le Kuji est le plus souvent entendu dans sa définition taoïste plutôt que bouddhiste. Son usage est en grande partie une pratique profane et ne se voit pas dans les traditions bouddhistes orthodoxes. On le retrouve abondamment dans le Shugendo et le Ryōbu Shintō. 
D'origine japonaise, le Kuji-In est un rituel pouvant apporter force et soutien spirituel à ses adeptes, ceci par l'invocation de différentes divinités et protecteurs du bouddhisme. Cette pratique consiste à effectuer une série de neuf mudras ou sceaux (In en japonais) qui sont des gestes rituels formés avec les mains. Chaque mudra est accompagné d'une incantation ou mantra. Les neuf mudras du Kuji-In sont très présents dans les cérémonies de bouddhisme ésotérique (mikkyo) shingon, tendai ou shugendo, et ils ont aussi été incorporés dans le Ninjutsu et le Bujutsu tel que celui de l'école Katori Shinto Ryu. Généralement la pratique du Kuji-In est précédée d'un rituel d'exorcisme appelé Kuji-Kiri (avec lequel il est souvent confondu à tort).       
Selon l'idéogramme, chaque Kuji In se réfère à une action ou un fait et la personne qui invoque le Kuji In, aura chance et protection par rapport à cette action ou fait.

## Signification dans le Shintoïsme
臨 RIN : Faire face
兵 PYO : Le soldat
闘 TO : Se battre
者 SHA : L'homme (ou les personnes); un ennemi
皆 KAI : Le tout, ou tout l'effet, ou tout l'effort
陣 JIN : En formation, ou position en camp ou pour se préparer
列 RETSU : Se déplacer en colonne ou en rangée, ou en ligne
在 ZAI : Apparaître ou exister pour se faire connaître ou créer l'existence
前 ZEN : Être devant ou se présenter devant

## Signification dans le Bouddhisme
臨 RIN : Confronter
兵 PYO : Le soldat
闘 TO : Se battre avec
者 SHA : Contre un / personne
皆 KAI : Avec tout le monde / ensemble / groupe
陣 JIN : La formation
列 RETSU : Dans une rangée
在 ZAI : Présence
前 ZEN : Se déplacer vers l'avant

## Signification dans le Ninjutsu occidental
Alors que les kuji-in n'ont pas de relation unique avec le ninjutsu , les traditions ninja sont imprégnées de croyances bouddhistes ésotériques, en particulier Mikkyo . Les kuji-in sont utilisés dans un certain nombre de leurs méditations, à la fois celles liées simplement à leur pratique religieuse et celles traitant de leurs arts martiaux; à certains égards, ils sont utilisés de manière similaire aux idées taoïstes dans les arts martiaux internes chinois (certaines des idées des arts internes chinois sont cependant incorporées dans de nombreux arts japonais, y compris le ninjutsu et le jujutsu ). Dans son livre Ninja Vol. II: Warrior Ways of Enlightenment , Stephen K. Hayes réclame les interprétations suivantes :

### Rin 臨
- Symbole de la foudre (Dokko)

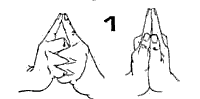

Ce symbole apporte la force du corps et de l'esprit pour dépasser les obstacles. 
Il s'effectue en joignant les mains, et en entrecroisant tous les doigts sauf les deux majeurs qui restent tendus et collés.

### Pyo 兵

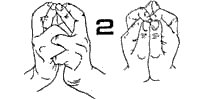

- Symbole du grand diamant (Daikongo)

Ce symbole dirige l'énergie intérieure (Ki, ou Qi). 
Il s'effectue en joignant les mains, en entrecroisant  les annulaires et auriculaires, en tendant pouces et index et en croisant les majeurs par-dessus les index tendus.

### Tō 闘

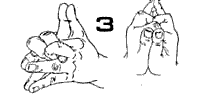

- Symbole du lion extérieur (Gai-jishi)

Ce sceau crée un lien entre l'univers et celui qui effectue le mudra.
Il se réalise en joignant les deux mains, en tendant les annulaires et les auriculaires et en formant une sorte de V avec ces doigts, tout en entrecroisant les autres doigts.

### Sha 者

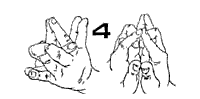

- Symbole du lion intérieur (Nai-jishi)

Ce sceau est censé protéger l'individu qui le réalise de tous les maux et lui permet de se régénérer ou de guérir un autre individu.
Il s'effectue en joignant les deux mains, en entrecroisant tous les doigts sauf les index et les auriculaires qui restent tendus et collés à leurs homonymes.

### Kai 皆
- Symbole du lien externe (Gaibaku)

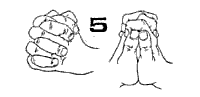

Ce sceau permet de ressentir le danger et de s'en prévenir.
Il s'effectue en joignant les deux mains et en croisant tous les doigts

### Jin 陣
- Symbole du lien interne (Naibaku)

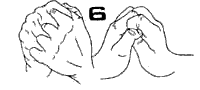

Ce sceau permet de connaître les pensées de l'autre et de lire son esprit et ses intentions.
Il s'effectue en entrecroisant  tous les doigts à l'intérieur des mains.

### Retsu 列

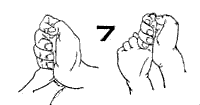

- Symbole du poing de la sagesse (Chiken)

Ce sceau permet de contrôler la notion de temps et d'espace.
Il s'effectue en pointant l'index gauche vers le ciel, tandis que les doigts de la main droite se referment dessus, et que le pouce appuie sur le bord de l'index gauche.

### Zai 在
- Symbole du soleil (Ninchirin)

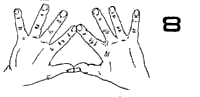

Ce sceau permet de contrôler les éléments de la nature et la perception que l'on en a.
Il s'effectue en tendant les paumes devant soi et en faisant se toucher les index et pouces gauches à leurs semblables de la main droite.

### Zen 前

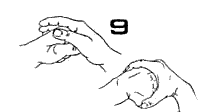

- Symbole de la forme cachée (Ongyo, ou Inkei).

Ce sceau permet à l'individu de percer complètement son propre esprit, pour s'ouvrir à l'univers, demander la protection des forces cosmiques, et devenir "invisible" aux yeux des impurs.
Il s'effectue en recouvrant la main gauche par la main droite et en faisant se toucher les pouces.